# Kalcerrytus
Kalcerrytus is een geslacht van spinnen uit de familie springspinnen (Salticidae).

## Soorten
De volgende soorten zijn bij het geslacht ingedeeld:
- Kalcerrytus amapari Galiano, 2000
- Kalcerrytus carvalhoi (Bauab & Soares, 1978)
- Kalcerrytus chimore Galiano, 2000
- Kalcerrytus edwardsi Ruiz & Brescovit, 2003
- Kalcerrytus excultus (Simon, 1902)
- Kalcerrytus falcatus Ruiz & Brescovit, 2003
- Kalcerrytus kikkri Galiano, 2000
- Kalcerrytus leucodon (Taczanowski, 1878)
- Kalcerrytus limoncocha Galiano, 2000
- Kalcerrytus mberuguarus Ruiz & Brescovit, 2003
- Kalcerrytus merretti Galiano, 2000
- Kalcerrytus nauticus Galiano, 2000
- Kalcerrytus odontophorus Ruiz & Brescovit, 2003
- Kalcerrytus rosamariae Ruiz & Brescovit, 2003
- Kalcerrytus salsicha Ruiz & Brescovit, 2003